# Oswald Wirth
Pour les articles homonymes, voir Wirth.
Œuvres principales
- Le Tarot des imagiers du Moyen Âge
- Le symbolisme hermétique dans ses rapports avec l'Alchimie et la Franc-maçonnerie
- Le symbolisme astrologique :  planètes, signes du zodiaque, maisons de l'horoscope, aspects, étoiles fixes
- La Franc-maçonnerie rendue intelligible à ses adeptes
- Les mystères de l'art royal

Oswald Wirth, né le 5 août 1860 à Brienz, Suisse et mort 9 mars 1943 à Mouterre-sur-Blourde, France , franc-maçon et occultiste est à partir de 1887 le secrétaire de Stanislas de Guaita, et dessine en collaboration avec lui un Tarot, réédité depuis sous le nom de Tarot de Wirth. Ce tarot est expliqué et commenté dans son ouvrage Le tarot des imagiers du Moyen Âge, devenu un classique.

## Biographie
Joseph Paul Oswald Wirth nait le 5 août 1860, vers 9 heures du matin, à Brienz, bourgade suisse de 2 500 habitants bordant le lac du même nom. De trois frères, deux meurent en bas âge, et Edward, officier de zouaves, périt au champ d'honneur en 1894. Une sœur, Élise, née en 1875, reste la compagne d'Oswald de sa jeunesse jusqu'à sa mort. Oswald Wirth meurt le 9 mars 1943. Il est enterré au cimetière de Mouterre-sur-Blourde, au sud de Poitiers (Vienne).

### Sa relation avec Stanislas de Guaita
Il dit tout devoir à Stanislas de Guaita : 

« (…) l'entrée en relation avec Stanislas de Guaita devint pour moi un événement capital. Il fit de moi son ami, son secrétaire, et son collaborateur. Sa bibliothèque fut à ma disposition, et, bénéficiant de sa conversation, j'eus en lui un professeur de Qabbale, de haute métaphysique, autant que de langue française. Guaita prit la peine de me former le style, de me dégrossir littérairement (…) je lui dois d'écrire lisiblement. »

Même si l'on peut convenir que Guaita ait pu lui enseigner l'art de tourner heureusement ses phrases, dans notre langue que les étrangers considèrent comme si difficile, Oswald Wirth étant originaire de Suisse alémanique, le disciple par la suite égale, sinon dépasse, le maître, au moins dans le domaine du symbolisme ; on lui doit en effet un certain nombre d'ouvrages qui sont devenus des classiques : Le Symbolisme hermétique dans ses rapports avec l'alchimie et la Franc-maçonnerie, Le Symbolisme astrologique, et surtout Le Tarot des imagiers du Moyen Âge dans lequel il reprend l'étude symbolique des lames (c'est-à-dire cartes) majeures qu'il a dessinées pour Guaita.

### Franc-maçonnerie
D'une manière générale, et contrairement à celui qu'il considérait comme son maître, il s'intéresse  davantage à la franc-maçonnerie, dont il est membre, qu'à la Rose-Croix. Les mystères de l'Art Royal, et La Franc-maçonnerie rendue intelligible à ses adeptes en rendent compte. Il est initié en franc-maçonnerie le 28 janvier 1884 dans la  loge La Bienfaisance Châlonnaise du GODF. À son retour à Paris, il devient le secrétaire de Stanislas de Guaita et s'affilie à la loge Les Amis Triomphants. Insatisfait, en 1889, il s'affilie à la loge Le Travail et les Vrais Amis Fidèles de la Grande Loge symbolique écossaise, dont il est plusieurs fois le vénérable maître. Cette loge rejoint la Grande Loge de France, probablement fin 1898.
Il est aussi martiniste et  membre de la Société des Philalèthes (Philalèthes Society) et un des fondateurs de la revue Le Symbolisme.
Selon Roger Dachez et Alain Bauer : « En publiant dès la fin des années 1890, en volumes successifs sa célébrissime série, La franc-maçonnerie rendue intelligible à ses adeptes (I. L’Apprenti, II. Le Compagnon, III. Le Maître) puis Les mystères de l’art royal, Wirth assurera pendant plus de quarante ans un véritable magistère des études de symbolique maçonnique à la direction de sa revue justement nommée Le Symbolisme (fondée en 1912) ».
Joannes Corneloup fait un portrait de la relation spiritualiste de Wirth avec la franc-maçonnerie dans son ouvrage La chair quitte les os....

### Occultisme
Wirth appartient à un groupe d'occultistes du genre « scientifique », qui comprend aussi Ernest Britt (le second mari de Mme Dina), Pierre Vincenti di Piobetta (connu sous le pseudonyme de Pierre Piobb, auteur de Le secret de Nostradamus et d'un Formulaire de Haute Magie), Francis Warrain et le Dr Rouhier, directeur commercial des Éditions Véga, tous en désaccord avec René Guénon.
Mais dans le domaine ésotérique, son œuvre maîtresse est sans aucun doute le Tarot des Imagiers du Moyen-âge, fruit de quarante années de recherches sur le symbolisme des 22 arcanes, qui sont les cartes majeures du jeu de tarot. C'est en 1887 que Stanislas de Guaita fait appel à lui pour dessiner un premier tarot destiné à l'Ordre kabbalistique de la Rose-Croix qu'il crée alors avec Augustin Chaboseau, Papus (Gérard Encausse) — bientôt fondateurs de l'Ordre martiniste — Joséphin Péladan, et l'astrologue François-Charles Barlet et quelques autres. Un premier opus ne répondant pas totalement à l'attente des membres de l'Ordre, Wirth reprend son ouvrage et aboutit à un tarot publié en 1889. Devenu secrétaire à la fois de l'Ordre et de Guaita, il ne quitte plus celui qui est son ami jusqu'à sa mort en 1897. Continuant ses recherches en symbolisme dans les domaines de l'astrologie, la kabbale, l'hermétisme et la franc-maçonnerie, il publie en 1926 un second tarot dans lequel il s'efforce de mettre en évidence les concordances entre ces disciplines. Il conclut l'année suivante en faisant paraître Le tarot des imagiers du Moyen Âge. Enfin, en 1931, paraît un opuscule d'une cinquantaine de pages, l'Introduction à l'étude du tarot, destiné à une première approche synthétique, dans lequel apparaît aussi le tirage en croix dont il est, semble-t-il, l'inventeur.

### Littérature
Oswald Wirth est le modèle du personnage du franc-maçon Lengnau dans le roman de Jules Romains Les hommes de bonne volonté.

## Publications
- La Franc-maçonnerie rendue intelligible à ses adeptes, sa philosophie, son objet, sa méthode, ses moyens, trois tomes, Paris, Éd. Dervy, 1999  (ISBN 978-2850763762),  (ISBN 978-2850765001),  (ISBN 978-2850765490)
  - t. I : L'Apprenti (1893, 2° éd. revue 1908 : Le livre de l'Apprenti : manuel d'instruction rédigé à l'usage des FF. du 1er degré), J'ai lu, coll. "Aventure secrète", 2015, 189 p.
  - t. II : Le Compagnon (1912 : Le livre du Compagnon : manuel d'instruction rédigé à l'usage des FF. du 2° degré), J'ai lu, coll. "Aventure secrète", 2015, 190 p. 
  - t. III : Le Maître (1922 : Le livre du maître : manuel d'instruction rédigé à l'usage des FF. du 3° degré), J'ai lu, coll. "Aventure secrète", 2016, 249 p.
- Le Tarot des imagiers du Moyen Âge (1927), Paris, réédité en fac-similé en 2019, Quimper,  Aquilonia Éditions  (ISBN 979-1095144021)
- Le Symbolisme hermétique dans ses rapports avec l'alchimie et la franc-maçonnerie (1910), Paris, Éd. Dervy  (ISBN 978-2850765322)
- Le Symbolisme astrologique:  planètes, signes du zodiaque, maisons de l'horoscope, aspects, étoiles fixes (1938), Paris, Éd. Le Symbolisme, 1937 (nouv . éd.:  Paris, Éd. Dervy, 1992  (ISBN 978-2850765063))
- Les Mystères de l'art royal - Rituel de l'adepte (1932), Paris, Éd. Dervy  (ISBN 978-2850769689)
- L'Imposition des mains et la médecine philosophale, Paris, Éd. Guy Trédaniel  (ISBN 978-2857070078)
- Le Livre de Thot comprenant les 22 arcanes du Tarot (1889).
- L'idéal initiatique (1923) (édition complétée en 1927, Paris, Éd. Le Symbolisme)
- Qui est régulier ? Le pur maçonnisme sous le Régime des Grandes Loges inauguré en 1717, Paris, Éd. Le Symbolisme,1938.
- Stanislas de Guaita - Oswald Wirth, L'occultisme vécu : souvenirs de son secrétaire, Paris, Éd. Le Symbolisme, 1935.

### Traductions
- Le Serpent vert. Conte symbolique de Goethe. Préfacé par Albert Lantoine, traduit et commenté par Oswald Wirth, Paris, Éd. Dervy, 1935 (rééd. 1999)  (ISBN 978-2-84454-009-6)